# Katalpa trubačovitá 'Nana'

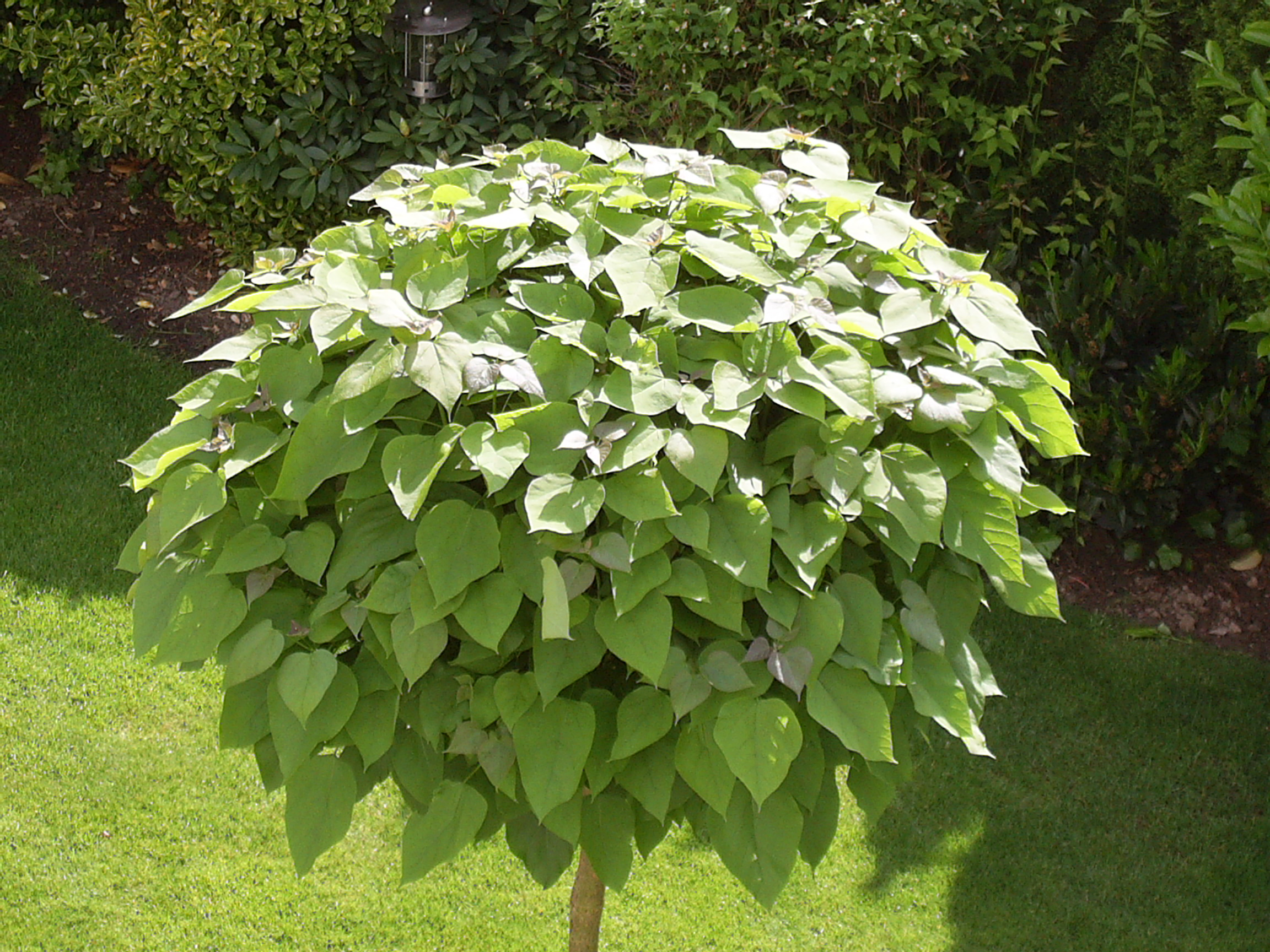
Katalpa trubačovitá 'Nana'

Katalpa trubačovitá 'Nana' je listnatá opadavá dřevina, kultivar druhu katalpa trubačovitá (Catalpa bignonioides).

## Popis
Jde o keř nebo na kmen roubovaný strom s poměrně malou v mládí výrazně kulovitou korunou a velkými listy exotického vzhledu. Jako keř dorůstá až 2-3m. Roubovaná dřevina je vysoká podle výšky roubování, někdy je uváděna výška a šířka koruny 4-5m. Druh je dlouhověký. Obvykle je odrůda roubována na katalpu trubačovitou. Světlá textura olistěné koruny může působit z blízka až řídkým, světlým, příjemně svěžím dojmem. Vystoupavé větve jsou často v mládí ojíněné. Tenká borka má světle hnědou barvu a je v mládí celkem tenká. Při manipulaci s materiálem v okolí, nebo při nešetrné dopravě rostlin k výsadbě snadno může dojít k rozsáhlému poškození kmene nebo větví. Ve stáří je borka ztlustlá a hluboce zbrázděná, odlupuje se v šupinách.
Katalpa má charakteristické velké listy, srdčitě vejčité, 10-25 cm dlouhé, zašpičatělé a zpravidla celokrajné. Listy jsou na stromech dlouho do zimy (V-XI). Barva listů je tmavě až světle zelená, na rubu jsou krátce chlupaté. Katalpa je v zemi dobře ukotvena, ve stáří ztlustlými, silnými kořeny.

## Použití
Je vhodná jako solitéra, hodí se pro pěstování v alejích, v zahradách a parcích.

## Pěstování
Podzimní údržba je méně nákladnější a složitější než u srovnatelných druhů.

### Zálivka
Zalévat první rok po výsadbě je doporučeno pravidelně každý týden, avšak podle potřeby, tak aby nedošlo k přemokření nebo aby strom v kritickém období po výsadbě neuschnul. Katalpa snáší lépe sucho, než mokro. Mladé rostliny, zejména na podzim, nemají být příliš zalévány, aby kořeny a zimou ohrožené letorosty do podzimu co nejvíce vyzrály. Části rostliny, které jsou dužnaté a křehké, totiž mráz snadno poničí.

### Přihnojování
Přihnojování dusíkatými hnojivy během vegetace má být ukončeno na konci července. Přihnojovat lze mladší jedince po výsadbě, výsledky nebudou však příliš patrné, protože katalpa v mládí slabě roste. Přihnojovat lze během jarních měsíců komplexními hnojivy a nejlépe kapalnými hnojivy aplikovanými na list. V pozdějších letech po výsadbě je přihnojování bezvýznamné. Pokud rostlina trpí chlorózou lze aplikovat postřik a zálivku chelátovým železem, avšak je pravděpodobné, že příčinou poruchy je spíše převlhčení než nedostatek mikroprvků.

### Výsadba
S ohledem na nebezpečí namrzání u mladých rostlin se doporučuje spíše jarní výsadba. Přesazují a vysazují se mladší rostliny, starší jedinci, podobně jako starší lidé, přesazování nesnášejí dobře. Proto je velmi důležitý výběr vhodného stanoviště. Je ovšem velmi žádoucí vysadit rostlinu co nejdříve.

### Řez
Odborná literatura uvádí, že stromy po řezu dobře obrůstají, ale řez je u katalp prováděn spíše výjimečně, obvykle jsou odstraňovány jen suché a poškozené větve. Nedoporučuje se odstraňovat více než jednu třetinu koruny najednou. Rány jsou zamazávány bílým, nebo aspoň světlým latexem, nebo balakrylem.

### Choroby a škůdci
Přestože je katalpa mírně jedovatá a obsahuje alkaloidy, kořeny mohou být poškozeny od myší. V zemích původu jsou napadány bodavým hmyzem vylučujícím medovici a mšicemi. Jsou popisovány i malé můry nazývané "whiteflies", nebo "Catalpa Sphinx moth" přenášejícími viry a antraknózu, nebo žlutavé skvrny způsobené bakteriózami. Oslabení jedinci v našich podmínkách mohou být ve vlhkém prostředí na listech napadeni plísněmi.V ČR neznámé choroby a škůdci se díky změnám klimatu nazývané globální oteplování mohou objevit i v ČR[zdroj?].